# Estación Brás
La Estación Integrada Brás (también conocida como Estación Roosevelt) es una estación ferroviaria de integración entre los trenes de CPTM y del Metro de São Paulo, ubicada en el barrio Brás, en el municipio de São Paulo.

## Historia
La primera estación fue construida el 16 de febrero de 1867, llamada Braz por la SPR.
El 6 de noviembre de 1875 la Estrada de Ferro do Norte (antecesora de la Estrada de Ferro Central do Brasil) construyó su estación terminal al lado de la estación de la SPR, que se llamaba Estación del Norte. En 1945, su nombre fue modificado para llamarse Roosevelt, en homenaje al presidente estadounidense Franklin Roosevelt, fallecido en ese año.
En los años 50 el gobierno tomó las Líneas de la SPR, unificando la administración de las mismas, creando la RFFSA.
En los años 80, con la construcción de la Línea Este Oeste (actual Línea 3-Roja del Metro de São Paulo, la estación ferroviaria se integró con la recién inaugurada estación de Metro, formando la Estación Integrada Brás. El 1994, la CPTM asumió la administración de los trenes suburbanos y reformó la estación.

## Demanda media de la estación
La media de entrada de pasajeros en el sistema de metro, es de 102 mil pasajeros por día, según datos de dicha compañía. Esto se debe principalmente al hecho de existir conexión gratuita con CPTM, a tres líneas que atienden la zona este de la Región Metropolitana de São Paulo.
La estación de CPTM, cuenta con una entrada de 159 mil pasajeros por día, sin tener en cuenta la línea que será utilizada por el usuario. 
Con una media de 260 mil usuarios por día entre ambos sistemas, esta estación se coloca como la más transitada de Brasil y de Latinoamérica.

## Líneas ferroviarias
Atiende a la Línea 10-Turquesa, la Línea 11-Coral (Expresso Leste) y la Línea 12-Safira de la CPTM, además de la Línea 3-Roja del Metro.

### Líneas activas
La estación hoy ofrece viajes a corta distancia, operadas por CPTM y por la Compañía del Metropolitano.
| Línea          | Terminales                                   | Estaciones | Principales destinos                                                       | Tiempo de viaje (min) | Intervalo entre trenes (min) | Funcionamiento                                                  |
| -------------- | -------------------------------------------- | ---------- | -------------------------------------------------------------------------- | --------------------- | ---------------------------- | --------------------------------------------------------------- |
| 3 3-Roja       | Palmeiras-Barra Funda ↔ Corinthians-Itaquera | 18         | Metro                                                                      | 32                    | 2-10                         | Diariamente, de 4:40 a 0:35.                                    |
| 10 10-Turquesa | Luz ↔ Rio Grande da Serra                    | 14         | São Caetano do Sul, Santo André, Mauá, Ribeirão Pires, Rio Grande da Serra | 54                    | 7-15                         | Diariamente, de 4:00 a 0:00. Sábados hasta la 1:00 del domingo. |
| 11 11-Coral    | Luz ↔ Estudantes                             | 16         | Ferraz de Vasconcelos, Poá, Suzano, Mogi das Cruzes                        | 65                    | 5-20                         | Diariamente, de 4:00 a 0:00. Sábados hasta la 1:00 del domingo. |
| 12 12-Safira   | Brás ↔ Calmon Viana                          | 11         | USP Leste, Itaquaquecetuba, Poá                                            | 60                    | 8-20                         | Diariamente, de 4:00 a 0:00. Sábados hasta la 1:00 del domingo. |

## Líneas de SPTrans
Líneas de la SPTrans que salen de la Estación Brás:
| Línea   | Destino          |
| ------- | ---------------- |
| 172T/10 | Vila Nova Galvão |
| 5630/10 | Terminal Grajaú  |
| 9201/10 | Paulista         |
| 9203/10 | Berrini          |

### Proyectos
Está en proyecto el llamado Tren de Guarulhos, conexión de corta duración con la terminal Zezinho Magalhães, en el Parque CECAP, en Guarulhos, en la Grande São Paulo.
| Línea      | Terminales               | Estaciones | Principales destinos | Tiempo de viaje (min) | Intervalo entre trenes (min) | Previsión |
| ---------- | ------------------------ | ---------- | -------------------- | --------------------- | ---------------------------- | --------- |
| 13 13-Jade | Brás ↔ Zezinho Magalhães | 5          | Guarulhos            |                       | 12                           | 2012      |

### Líneas desactivadas
La Estación Roosevelt era tronco y estación central de la antigua ferrovía Central de Brasil. La línea fue desactivada por completo en 1994, con la liquidación de la RFFSA. Hoy sólo está activo el tramo metropolitano, operado por la CPTM.
| Línea             | Terminales                           | Estaciones | Principales destinos                        | Tiempo de viaje (min) | Administración                                                           |
| ----------------- | ------------------------------------ | ---------- | ------------------------------------------- | --------------------- | ------------------------------------------------------------------------ |
| Central do Brasil | Roosevelt (SP) ↔ Barra do Piraí (RJ) | n/d        | São Paulo, Jacareí, Taubaté, Río de Janeiro | n/;d                  | E.F. Norte (1875-1889), Central do Brasil (1889-1975), RFFSA (1975-1994) |

### Tabla
| Sigla | Estación | Inauguración                                                      | Integración                                       | Plataformas           | Posición    | Comentarios |
| ----- | -------- | ----------------------------------------------------------------- | ------------------------------------------------- | --------------------- | ----------- | --- |
| BAS   | Brás     | 16 de febrero de 1867 (SPR); 6 de noviembre de 1875 (EF do Norte) | Bilhete Único de SPTrans y Línea 3-Roja del Metro | Centrales y laterales | Superficial | La estación Brás está compuesta de tres estaciones que fueron unificadas: estaciones de EF do Norte, SPR y del Metro |

## Metro de São Paulo
Atiende a la Línea 3-Roja del Metro de São Paulo.

### Tabla
| Sigla | Estación | Inauguración        | Capacidad                  | Integración                                                                | Plataformas         | Posición | Comentarios                                      |
| ----- | -------- | ------------------- | -------------------------- | -------------------------------------------------------------------------- | ------------------- | -------- | ------------------------------------------------ |
| BAS   | Brás     | 10 de marzo de 1979 | 60 mil pasajeros hora/pico | Líneas 10-Turquesa, 11-Coral y 12-Safira de CPTM, Bilhete Único de SPTrans | Laterales y central | Elevada  | Estación con estructura de concreto premoldeado. |